# 宮津純一郎
宮津 純一郎（みやづ じゅんいちろう、1936年1月2日 - ）は、日本の実業家。第4代NTT代表取締役社長。父の宮津純は東北大学工学部教授や東京大学生産技術研究所教授を務めた。

## 略歴
東京都出身。東京大学工学部電気工学科を卒業し、1958年（昭和33年）、日本電信電話公社に入社。施設畑を経験し技術系に精通する。総裁室企画室次長を経て、民営化後のNTTで、経営企画本部経営計画部長、ネットワーク事業本部長、ネットワーク高度化推進本部長を歴任。1992年（平成4年）副社長付に昇格。1996年（平成8年）6月、第4代 日本電信電話株式会社社長に就任する。
社長就任時は、Windows 95の発売を発端としたITバブルの最盛期であり、ダイヤルアップ接続サービスの“OCN”を始めるなど通信網のデジタル化戦略を打ち出し「もはや電話屋ではない。」と収益構造の転換を図った。
一方当時、政府はNTT分割問題について1995年に検討して結論を出すとしており、先送りをはかった結論の期限が迫っていた。このことから、分割反対であった前社長の児島と、分割を求める郵政省とで激しく対立。宮津は、この問題に譲歩する形で、純粋持株会社の下に、東、西、長距離の4分割案に合意した。宮津は、NTTの完全分割（資本分離）については否定的で、「人員削減をはじめとしたグループの合理化策を進めるには、グループ全体のメリットを考える必要がある」とした上で反対を明言した。
独特な「べらんめえ」な語り口調で、誰にでも気さくに接し、社内だけにとどまらず政官財界にも広くファンが多かった。
1990年代末期、ISDNによる定額制インターネット料金に関し、「高すぎる」と批判したソニー社長（当時）の出井伸之との舌戦で注目された（その後2000年代初めにADSLの普及と価格競争により低廉化が進んだ）。
2002年（平成14年）、社長を退任し、2004年（平成16年）まで相談役を勤めた。現在は、NTTを退職後、2006年3月から社団法人 電気通信協会の会長を務めた。2013年11月、旭日大綬章を受章。